# Mitsoudjé
 (janvier 2021).
Si vous disposez d'ouvrages ou d'articles de référence ou si vous connaissez des sites web de qualité traitant du thème abordé ici, merci de compléter l'article en donnant les références utiles à sa vérifiabilité et en les liant à la section « Notes et références ».
 (janvier 2021).
La mise en forme du texte ne suit pas les recommandations de Wikipédia : il faut le « wikifier ».
Les points d'amélioration suivants sont les cas les plus fréquents. Le détail des points à revoir est peut-être précisé sur la page de discussion.
- Les titres sont pré-formatés par le logiciel. Ils ne sont ni en capitales, ni en gras.
- Le texte ne doit pas être écrit en capitales (les noms de famille non plus), ni en gras, ni en italique, ni en « petit »…
- Le gras n'est utilisé que pour surligner le titre de l'article dans l'introduction, une seule fois.
- L'italique est rarement utilisé : mots en langue étrangère, titres d'œuvres, noms de bateaux, etc.
- Les citations ne sont pas en italique mais en corps de texte normal. Elles sont entourées par des guillemets français : « et ».
- Les listes à puces sont à éviter, des paragraphes rédigés étant largement préférés. Les tableaux sont à réserver à la présentation de données structurées (résultats, etc.).
- Les appels de note de bas de page (petits chiffres en exposant, introduits par l'outil «  Source ») sont à placer entre la fin de phrase et le point final[comme ça].
- Les liens internes (vers d'autres articles de Wikipédia) sont à choisir avec parcimonie. Créez des liens vers des articles approfondissant le sujet. Les termes génériques sans rapport avec le sujet sont à éviter, ainsi que les répétitions de liens vers un même terme.
- Les liens externes sont à placer uniquement dans une section « Liens externes », à la fin de l'article. Ces liens sont à choisir avec parcimonie suivant les règles définies. Si un lien sert de source à l'article, son insertion dans le texte est à faire par les notes de bas de page.
- La présentation des références doit suivre les conventions bibliographiques. Il est recommandé d'utiliser les modèles {{Ouvrage}}, {{Chapitre}}, {{Article}}, {{Lien web}} et/ou {{Bibliographie}}. Le mode d'édition visuel peut mettre en forme automatiquement les références.
- Insérer une infobox (cadre d'informations à droite) n'est pas obligatoire pour parachever la mise en page.

Pour une aide détaillée, merci de consulter Aide:Wikification.
Si vous pensez que ces points ont été résolus, vous pouvez retirer ce bandeau et améliorer la mise en forme d'un autre article.
Mitsoudjé est une ville comorienne, localisée sur l’île de la Grande Comore. Chef-lieu de la préfecture de Hambou, elle est située à 15 km de Moroni.
Mitsoudje non seulement est la grande ville de la localité mais elle a aussi un grand patrimoine culturel, une communauté forte en politique, ayant plusieurs fois des hauts cadres dans les différents gouvernements de la politique comorienne, sa population est estimée en 2012 à 5 004 habitants .
Mitsoudjè est connue et reconnue au sein et en dehors des îles des Comores par son passé glorieux, sa contribution au développement du pays ainsi que son potentiel avenir, représenté par sa jeunesse.
Il est souvent représenté au sein des grands événements politico-économiques du pays mais aussi socio-culturels et sportifs.

## Histoire

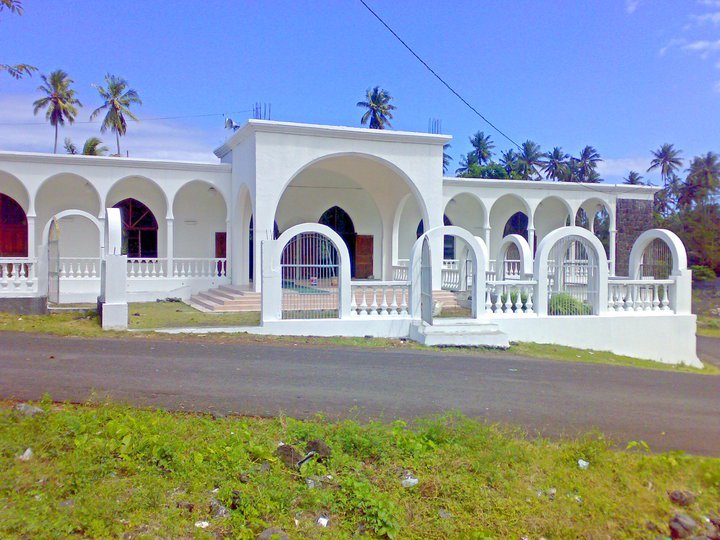
Mitsoudjé Mosquée

L’histoire orale de cette dernière, raconte que la ladite ville demeurait habitée par  des djinns  depuis la découverte de l’archipel des Comores : ces derniers auraient caché des bâtons (Mbouda) miraculeux au fin fond du torrent mythique de la ville « Dambé » situé au milieu de la ville et qui partage cette dernière en deux zones.
Le métissage de la ville est né  aussi d’un mélange de bantous  venant de la côte Est de l’Afrique, des arabes, et surtout malgaches.
Ce qui reste touchant pour un étranger en arrivant à Mitsoudjé, demeure l’accueil chaleureux que lui réservent les habitants de la ville des anciens combattants « Mduzuwa et Mbamadi ». D'ailleurs on y trouve des mosquées portant des noms comme Mduzuwa et Mbamadi qui selon la légende seraient construites par des djinns.
Non seulement que la ville est garnie de grandes places publiques, mais aussi par tant d’autres choses qui méritent d’être explorées : citadelles, tombeaux, madrasas, coutumes ou islam font bon ménage. Le mode de vie  se développe tout en respectant les mœurs et coutumes  et non de façon anarchique.

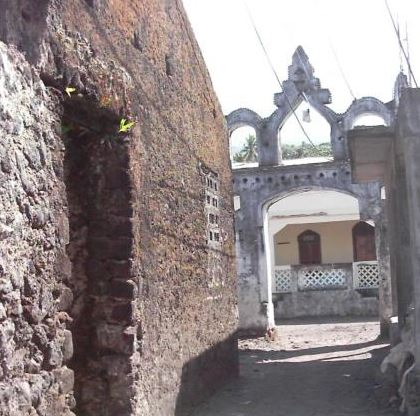
ancienne Mosquée

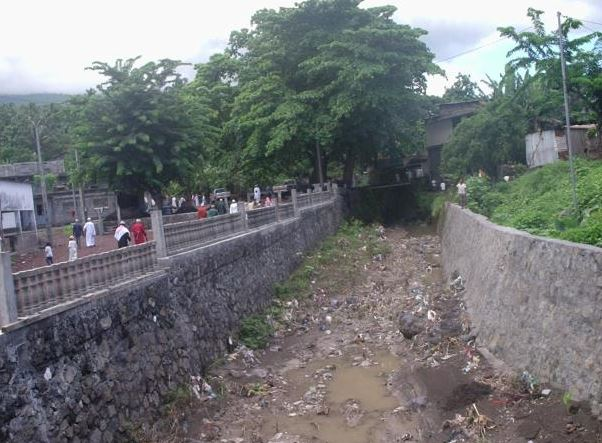
Mitsoudjé torrent (Dambé)

## Géographie

### Topographie
La ville de Mitsoudjé se situe au pied du mont Karthala sur la cote ouest. Ses unités d'habitation sont éloignées de la mer à 2,km environ. elle fait partie des formations récentes résultant de l'activité du volcan Karthala. 
Cette localité se situe dans un espace intermédiaire. Vers l'Est, les pentes sont raides et varient de 16 à plus de 30 %, et vers l'ouest elle est moins importante et ne dépasse pas les 12 %.
Elle est délimitée au nord par le village de Nioumadzaha, à l'ouest par la ville de Salimani et sa large cote maritime, au sud par Chouani et l'est par la forêt de NYUMBADJU (Shongo dunda).
À cet effet le terroir de Mitsoudjé est situé entre les villages suivants :
- Salimani et Bangoi à l'Ouest en incluant la partie littorale comprise entre ces deux villages car la quasi-totalité des terres demeurent leur propriété (hamanatsani, Malévou) ;
- Nioumadzaha au Nord par les collines de pouzzolane (habaha, choidjouni) ;
- Komioni entre les deux rivières aux lieux-dits de Galoini d'Ali Aziri ;
- Chouani au sud-ouest entre les lieux-dits de Haoudou de Djoubeiri mihidjayi, Mlimantsini et kodé.

### Climat
Le climat de la zone est de type tropical
humide. Il dépend beaucoup des influences de l'océan. Comme tout le reste de l'archipel, on distingue deux saisons :
- la saison chaude qui est aussi celle de la pluie se situe entre novembre et avril ;
- la saison sèche commence au mois de mai et prend fin au mois d'octobre.

La zone est reconnue comme région fortement arrosée avec une possibilité de plus de 2000 mm de pluviométrie annuelle. La saison utile des pluies se situe entre 6/7 à 9 mois.
Des situations particulières peuvent apparaître en fonction du contexte micro régional, en particulier du fait de l'exposition aux vents dominants.

## Démographie
La population actuelle présente plus de 5 000 habitants repartis dans 14 quartiers : Barakani, Ndemani, Yitimbi, Toukouwa Bangweni, Mramboini, Malekanfy, Darajani, Magoudjou (2 parties), Mnazi Modja (2 parties)...
Afin de mieux connaître Mitsoudjé, ci-dessous des données générales :
| Année | Population totale |
| ----- | ----------------- |
| 1991  | 2948              |
| 2004  | 4199              |
| 2012  | 5004              |
| 2019  | 9078              |

Croissance démographique totale 3,8% 
Croissance naturelle: 4 %
Croissance migratoire 0 ,6 %
Espérance de vie : 62 ans 

## Administration
La ville est gérée par un maire qui s'occupe de tout ce qui est administration et un chef du village qui gère tout ce qui est tradition.

## Enseignement
Si elle est la quatrième ville comorienne à avoir vu l'ouverture d'une école française, mais elle est la première à avoir offert à cet enseignement la première femme qui fréquenta cette institution.
Une femme qui deviendra aussi la première sage-femme comorienne, la nommée madame Hadjira Aliamani. Elle est toujours présente dans ce domaine et ceci se justifie par son taux de réussite lors des examens nationaux.
Ces bons résultats sont le fruit d'un bon suivi et d'un soutien sans faille des cadres de la ville pour leur cadette, à travers des associations dont l'UGEM (Union générale pour l'éducation à Mitsoudje), qui est une association socio-culturelle avec différentes sections notamment une section théâtrale (vainqueur du concours national de théâtre scolaire en 1998), une section éducative, section danse, etc.

## Sport
Mitsoudjè est aussi connue comme étant une ville sportive multidisciplinaire (football, volley-ball, athlétisme...). En football, il y a notamment l'Elan Club et la JACM, deux équipes de la ville qui font partie de l'élite du football comorien.
BCM demeure parmi les élites du basketball.

## Personnalités célèbres
- Azali Assoumani, ancien chef de l’État major et actuel président de l'union des Comores ;
- Mohamed Daroueche (Foundi mtourouki), ancien instituteur, haut fonctionnaire de l’État, il s'est distingué par son dévouement et son amour de son village natal. Il a marqué la jeunesse de cette ville par plusieurs projets de développements communautaires dans les domaines du sport, de la culture de l'éducation de la santé. Lors du cinquantenaire de l'école primaire de Mitsoudjé, la jeunesse lui a dédié cette journée. C'est lui d'ailleurs qui a initié à l'alphabet français Mohamed Toihir, écrivain et a contribué beaucoup à la formation de beaucoup des jeunes du village dont le colonel Azali Assoumani, ancien chef d'état major des Comores et premier président de l'union des Comores, sa femme, Kaambi Roubani, ancien ministre et ambassadeur des Nations unies[réf. nécessaire] ;
- Abdou El Aziz Hamadi, ancien député et ministre ;
- Abdérémane Mohamed, ancien gouverneur de l’île de la Grande Comore ;
- Souef Mohamed El-Amine, diplomate de formation et de carrière, ambassadeur, actuel ministre des Affaires étrangères ;
- Mohamed Toihiri, écrivain, ancien représentant permanent de l'union des Comores à l'ONU. Ancien professeur à l'Université des Comores ;
- Kémal Bourhani, ancien footballeur professionnel en France et international comorien.

## De nos jours
Mitsoudjé étant chef lieu de la région de Hambou, de cela la quasi-totalité des infrastructures de base de cette région sont localisées à Mitsoudjé. Cet état de fait confère à cette cité un pôle administratif et d'échange important. Ce pôle s'explique donc par la présence dans cette communauté de 90 % des infrastructures (centre de santé, gendarmerie, état civil, poste, ouvrage sportif, école privée et publique...).
Ainsi un projet de construction phare a vu le jour. Ce projet consiste à créer un centre pouvant accueillir des activités diverses telles que activités culturelles, des activités sportives ainsi que des cérémonies de mariage.

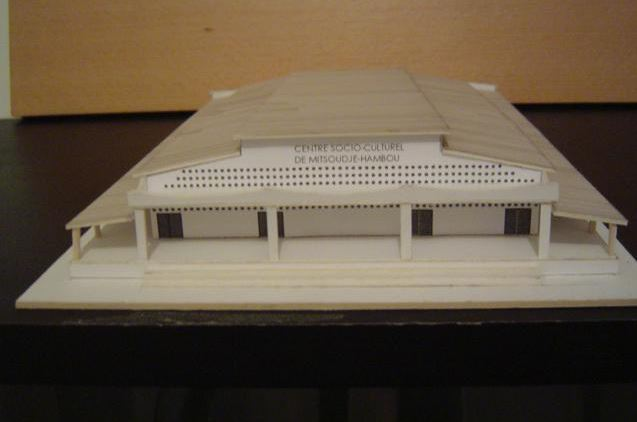
Projet Centre culturel Mitsoudjé.